# San Rafael Petzal
San Rafael Petzal – miasto w zachodniej Gwatemali, w departamencie Huehuetenango, około 30 km na zachód od stolicy departamentu, miasta Huehuetenango, oraz około 60 km od granicy państwowej z meksykańskim stanem Chiapas. Miasto leży w górach Sierra Madre de Chiapas na wysokości 2145 m n.p.m.,  przy Drodze Panamerykańskiej.
Według danych szacunkowych w 2012 roku liczba ludności miasta wyniosła 1705 mieszkańców.
Jest siedzibą władz gminy o tej samej nazwie, która w 2012 roku liczyła 8562 mieszkańców. Gmina jest bardzo mała, najmniejsza w departamencie, a jej powierzchnia obejmuje zaledwie 18 km².